# 鄭明學
鄭明學（정명학，？—），北韓政治人物，任職朝鮮勞動黨中央委員會中央检查委员会第一副主席、中央委員會候補委員以及最高人民會議代議員。

## 生平
鄭明學於萬景臺革命學院畢業，1990年，他在最高人民會議選摰當選為代議員。8年後成功連任。2009年，被任命為黨中央委員會的中央檢閱委員會第一副委員長，並第三度出任代議員一職。翌年11月，入選黨中央委員會的候補委員名單。2011年12月，最高領導人金正日離世，鄭明學被繼任人金正恩列為治喪委員會的成員之一。2014年3月，他連任為最高人民會議的代議員。

## 資料來源
1. 1 2 3  .   [2014-04-29]. （原始内容存档于2014-04-29）.